# マハー・アヴァター・ババジ

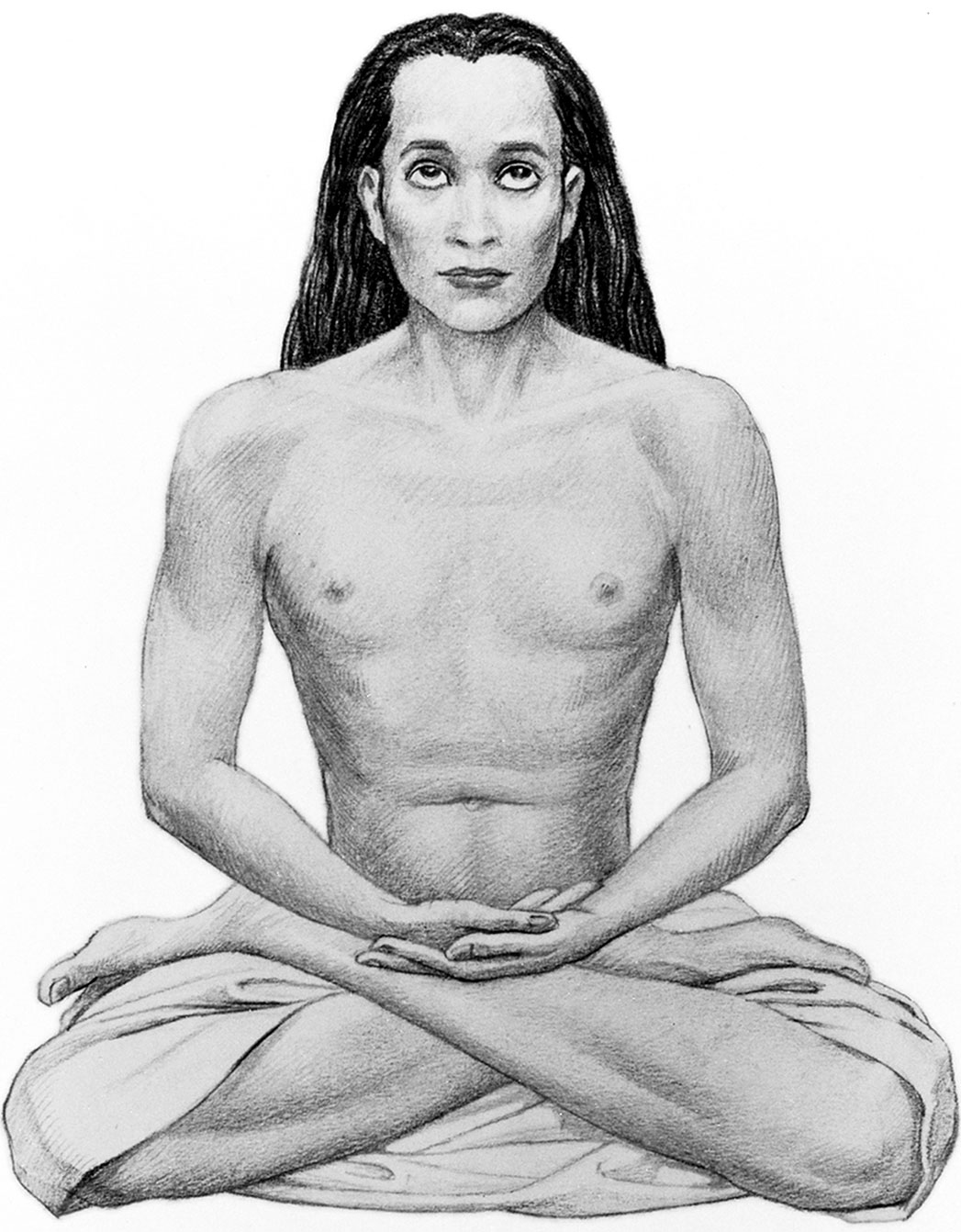
マハー・アヴァター・ババジ - パラマハンサ・ヨガナンダの著書『あるヨギの自叙伝』より

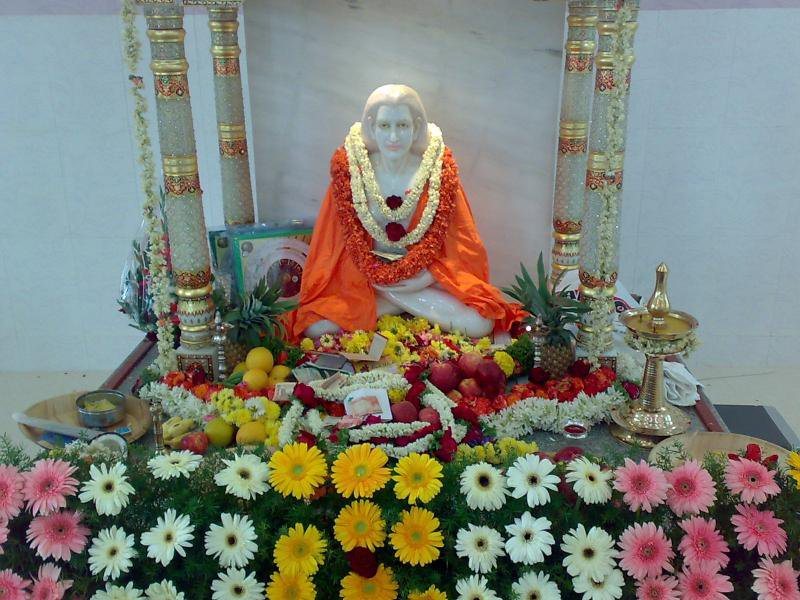
マハー・アヴァター・ババジの像（インド・バンガロール）

マハー・アヴァター・ババジ（Mahavatar Babaji、伝承としては203年11月30日 - ）とは、ヒマラヤで隠棲している不老不死の聖者、ヨーガ行者。マハーは、「偉大な」を意味し、アヴァターは、「神の化身」を意味し、ババジは、「聖父」を意味する。クリヤー・ババジ・ナガラジ、シヴァ・ババなどの別称もある。彼の生来の名前はナガラジである。パラマハンサ・ヨガナンダの著書『あるヨギの自叙伝』（森北出版）で触れられたことで世に知られるようになった。単にババジとも呼ばれる。
ババジサンガの主神はシヴァ神であり、支持者の中にはババジを弥勒菩薩と同一視する者もいる。森北出版の『ババジ伝』には彼を写した写真も多く掲載されている。

## パラマハンサ・ヨガナンダによる記述
パラマハンサ・ヨガナンダの『あるヨギの自叙伝』によると、
- 数百年か千年以上に渡って肉体を維持しているが、25歳以下には見える。
- 普段はヒンディー語を話すが、英語や他の言語も話せる。
- その肉体は、中肉中背だが、光を放っており、食事が不要で、影や足跡ができない。
- 崖から飛び降りた弟子入りの志願者を死から蘇らせたことがある。
- テレポートで移動することもある。
- 現代にクリヤ・ヨガを復活させるためにその奥義をラヒリ・マハサヤ（パラマハンサ・ヨガナンダのグルのグル）に授けた。
- ラヒリ・マハサヤの儀式に際して黄金の宮殿を物質化した。
- シャンカラやカビールにも教えを授けた。

## マーシャル・ゴーヴィンダンによる記述
マーシャル・ゴーヴィンダン（Marshal Govindan）の著書『ババジと18人のシッダ』（ネオデルフィ）によると、
- 203年11月30日に生まれた、ゴーヴィンダンのグルがババジに直接聞いた情報である。神（明言されていないがおそらくシヴァ神）によりその不老の身を与えられた。
- ブッダが「ナーガ」という語に縁りのある名を持つ人物によって自身の思想は存続されると入滅が迫った時に言っており、一般には「ナーガールジュナ」（竜樹）の事を指すと言われているが、実際には「マハー・アヴァター・ババジ」別名（クリヤー・ババジ・ナガラジ）を指したものである。
- 彼の姿を見た人の話では、若々しく、肌は健康的な褐色、髪は赤褐色の長髪で、その体は常に金色のオーラに包まれている。
- 幼少の頃はジャックフルーツが好物であり、母親が客のために用意してあったジャックフルーツを内緒ですべて平らげてしまい、激怒した母親に布を口に詰め込まれ、危うく窒息死するところだった。

## その他
- ビートルズのアルバム『サージェント・ペパーズ・ロンリー・ハーツ・クラブ・バンド』のカバーにその姿がある。[4]（ビートルズは、マハリシ・マヘーシュ・ヨーギーと交友を持つなど、ヨガや東洋の文化に対して理解があった。）
- ニール・ドナルド・ウォルシュの著書『神との対話』で軽く言及されている。[5]
- 比較的近年ではパイロットババの著作『ヒマラヤへの扉』にて、出遭いの描写が綴られている。